# Barje, Dimitrovgrad
Barje (izvirno srbsko Барје; bolgarsko Барие) je naselje v Srbiji, ki upravno spada pod Občino Dimitrovgrad; slednja pa je del Pirotskega upravnega okraja.

## Demografija
V naselju živi 41 polnoletnih prebivalcev, pri čemer je njihova povprečna starost 63,3 let (63,0 pri moških in 63,7 pri ženskah). Naselje ima 21 gospodinjstev, pri čemer je povprečno število članov na gospodinjstvo 2,00.
To naselje je v glavnem bolgarsko (glede na popis iz leta 2002).
|  |

| Demografija | Demografija     | Demografija     |
| Leto        | Št. prebivalcev | Št. prebivalcev |
| ----------- | --------------- | --------------- |
|             |                 |                 |
|             |                 |                 |
|             |                 |                 |
|             |                 |                 |
| 1948        | 725             |                 |
| 1953        | 728             |                 |
| 1961        | 588             |                 |
| 1971        | 376             |                 |
| 1981        | 199             |                 |
| 1991        | 74              | 71              |
| 2002        | 42              | 42              |
|             |                 |                 |

| Etnična sestava po popisu iz leta 2002 | Etnična sestava po popisu iz leta 2002 | Etnična sestava po popisu iz leta 2002 | Etnična sestava po popisu iz leta 2002 | Etnična sestava po popisu iz leta 2002 |
| -------------------------------------- | -------------------------------------- | -------------------------------------- | -------------------------------------- | -------------------------------------- |
| Bolgari                                | Bolgari                                |                                        | 38                                     | 90,47%                                 |
| Srbi                                   | Srbi                                   |                                        | 4                                      | 9,52%                                  |
| Neznano                                | Neznano                                |                                        | 0                                      | 0,0%                                   |